# 癌症流行病學、生物標記與預防
《癌症流行病學、生物標記與預防》是同行評審在醫學期刊中致力於研究癌症流行病學的領域。其主題包括在人類中的描述、分析、生化、分子流行病學、生物標誌，化學預防和其他類型的預防試驗研究腫瘤和致癌的過程，以及在癌症病因及預防作用的行為因素。

## 外部連結
- 癌症流行病學、生物標記與預防 （页面存档备份，存于）